# René Gabriel Levasseur
Pour les articles homonymes, voir Levasseur.
 René Gabriel Levasseur , né le 28 novembre 1772 au Mans (Sarthe), mort le 28 septembre 1830 à Molamboz (Jura), est un militaire français de la Révolution et de l’Empire.

## États de service
Il entre en service le 16 novembre 1792, comme soldat au 6e régiment de hussards, et il est nommé brigadier puis maréchal des logis le même mois. Il se distingue et il est blessé à la bataille de Saint-Amand le 8 mai 1793.
Le 30 mai 1793, il passe comme sous lieutenant dans le 14e régiment de chasseurs à cheval, et le 9 juin 1794, il devient aide de camp du général Jourdan. Le 8 septembre 1794, il reçoit son brevet de capitaine au 2e régiment de chasseurs à cheval, et le 21 octobre 1795, celui de chef d’escadron au 13e régiment de dragons. Il est blessé le 24 juin 1796, lors du passage du Rhin, par l’armée de Sambre-et-Meuse.
Affecté à l’armée d'Helvétie, il est promu chef de brigade provisoire par le général Masséna le 30 juin 1799, et il est blessé le 13 juillet 1800, au combat de Feldkirch. Il est confirmé dans son grade par le premier Consul le 21 octobre 1800, et il est nommé colonel en 1803. Il est fait chevalier de la Légion d’honneur le 11 décembre 1803, et officier de l’ordre le 14 juin 1804.
Désigné pour faire partie du collège électoral du département du Haut-Rhin, et nommé adjudant-commandant le 19 octobre 1804, il est employé dans les 8e et 26e divisions militaires. En l’an XIV, il est envoyé  au 3e corps de l’armée de réserve, commandé par le maréchal Kellermann, puis à la dissolution de ce corps, il retourne à la 26e division militaire. Il est affecté le 4 juin 1806, à la Grande Armée, comme aide de camp du maréchal Murat, et le 22 septembre 1807, il est mis en disponibilité. 
Il est remis en activité le 10 novembre 1807, dans la 5e division militaire, et le 19 août 1808, il rejoint la 3e division du corps des Pyrénées-Orientales. Il est admis à la retraite le 1er juillet 1809.
Le 22 août 1811, il est rappelé au service, en qualité d’aide de camp du maréchal Jourdan, et le 31 août 1813, il est nommé chef d’état-major de la 21e division militaire. Il est mis en non activité lors de la première Restauration le 21 janvier 1815, mais il est provisoirement employé le 17 juin à la 5e division militaire. Remis en non activité le 1er août de la même année, il obtient sa retraite le 1er juillet 1817.
Il meurt le 28 septembre 1830, à Molamboz.

## Famille
Il est le fils de René Levasseur, chirurgien et député de la Sarthe à la Convention et de Marie Reine Lafosse. Il épouse Sophie Amélie Widt, née à Strasbourg en 1773.

## Sources
1. ↑  Tableau général et alphabétique des pensions : militaires accordées en 1831, Paris, Imprimerie Royale, 1832 (lire en ligne), p. 142.

- « Cote LH/1624/88 », base Léonore, ministère français de la Culture, Archives nationales, dossier de Légion d'honneur de René Gabriel Levasseur (avec extrait de baptême)